# The Power Trip
The Power Trip fue un stable de lucha libre profesional que trabajó en la  World Wrestling Federation en 2001, formándolo Steve Austin, Triple H y Vince McMahon, normalmente acompañados por Stephanie McMahon.

## Carrera

### Formación
En WrestleMania X-Seven, Stone Cold Steve Austin venció a The Rock en una pelea sin descalificación, ganando su Campeonato de la WWF. Durante la pelea, Vince McMahon interfirió en la lucha, dándole una silla para vencer a The Rock, su enemigo. La siguiente noche, hubo una revancha entre the Rock y Stone Cold en una steel cage match. Triple H entonces entró en escena cuando dijo que sabía por qué Vince se había aliado con Austin. Vince replicó "Austin fue el ganador de WrestleMania... tú no".
Durante la pelea, Triple H entró en la celda con su martillo para ayudar a Austin, pegando a Rock. Stone Cold entonces se alió con él y ambos derrotaron a luchadores como Brothers of Destruction (The Undertaker y Kane), Hardy Boyz (Matt y Jeff), y Lita con una silla de acero. Ambos, al no estar bajo ningún nombre, se llamaron The McMahon Alliance durante un corto tiempo, siendo llamados poco después The Two-Man Power Trip (o The Power Trip para acortar).

### Ganando todos los oros
En Backlash 2001, the Two-Man Power Trip derrotaron a Brothers of Destruction por el Campeonato por Parejas de la WWF, teniendo Austin el cinturón por Parejas y el de la WWF y Triple H el  Campeonato Intercontinental de la WWF). Además, HHH ganó el título de Grand Slam Champion. Fueron el segundo equipo en ganar los títulos primarios de la WWF, siendo los primeros Shawn Michaels  y  Kevin Nash.
En Judgment Day 2001, Austin pegó accidentalmente a Triple H con una silla de acero durante una pelea de sillas contra Kane, haciendo que HHH perdiera su Campeonato Intercontinental. Sin embargo, HHH ayudó a Austin a retener su título ante the Undertaker.

### El final de Power Trip
La siguiente noche en RAW, the Two-Man Power Trip se enfrentaron a Chris Benoit y Chris Jericho por los cinturones por parejas. En esta lucha, Triple H sufrió una lesión verdadera, lesionándose el cuádriceps. Al no poder sostener nada de su peso sobre esta pierna, le dio el relevo a Austin. Pero Jericho le iba a hacer el pinfall, entrando HHH a pegarle con su martillo. Jericho lo esquivó y le dio a Austin, dándoles ventaja a Benoit y Jericho, ganando los títulos.
Austin y McMahon continuaron su camino. Austin traicionó a Triple H, aclamando que Triple H le faltó al respeto y que merecía estar en el banquillo con su lesión (antes del tag team match, Triple H le habló a Austin sobre el trabajo en equipo, donde Austin se sintió faltado al respeto). Austin no hizo ningún esfuerzo para recuperar los títulos por parejas él sólo, pero interfirió en un combate entre Benoit y Jericho contra los The Dudley Boyz, costándole los títulos, antes de encontrarse con ellos en el 2001 King Of The Ring.
Austin y la versión de McMahon de The Power Trip fueron dadas un lado cómico, con Austin estando un poco adjuntado a McMahon por abrazarle y comprarle regalos. Kurt Angle también estuvo involucrado, aunque era un miembro oficial del stable de The Power Trip stable.
En julio de 2001, la storyline de la invasión comenzó, invadiendo los luchadores de la WCW el programa de la WWF. The Power Trip, siendo heels, volvieron a ser faces, uniéndose al resto de la plantilla de la WWF y haciendo frente a la WCW. Como la ECW entró y se alió con la WCW, formando la Alianza, Vince le pidió a Austin que fuera el Austin que fue, violento y brutal. Austin, mientras tanto, pensó que McMahon no apreciaba su amistad con él y se fue al bar a tomar una cerveza, cuando empezó a beber hasta que volvió y atacó a la Alianza. The Power Trip volvieron, formándolo Kurt Angle y Steve Austin, venciendo a muchos luchadores. Esto cambió cuando Austin traicionó a Angle y se unió a la Alianza para ganar la pelea en WWF Invasion. Su traición fue causada por el regreso de The Rock, siendo el final de Power Trip.

## Campeonatos y logros
- World Wrestling Federation
  - WWF Championship (1 vez) - Steve Austin[1][11][12]
  - WWF Intercontinental Championship (2 veces) - Triple H[1][13][14][15]
  - WWF Tag Team Championship (1 vez) - Steve Austin & Triple H[1][5][16]

Nota: Tras ganar el título por parejas, Triple H se volvió el segundo Grand Slam Champion.